# Albert Stunkard
Albert J. ("Mickey") Stunkard (* 7. Februar 1922 in Manhattan, New York City, New York; † 12. Juli 2014 in Bryn Mawr, Pennsylvania) war ein US-amerikanischer Psychiater. Er gilt als Erstbeschreiber der Binge-Eating-Störung sowie des Night-Eating-Syndroms.

## Leben
Albert Stunkard wurde als Sohn des Biologen Horace Stunkard geboren. Er studierte Medizin an der Yale University und erhielt dort 1943 seinen Bachelorabschluss. 1945 promovierte an der Columbia University zum MD. Danach arbeitete er als Arzt der US-amerikanischen Armee in Japan. Von 1973 bis 1977 war er Leiter der psychiatrischen Abteilung der Stanford University. Den Großteil seiner Karriere verbrachte er jedoch als Psychiater und Forscher an der University of Pennsylvania. Er starb am 12. Juli 2014 in seinem Wohnhaus an einer Lungenentzündung. Er gilt als einer der bekanntesten Pioniere der Adipositasforschung.

## Werke (Auswahl)
- Albert J. Stunkard, Andrew Baum (Hrsg.): Perspectives in Behavioral Medicine – Eating, Sleeping, and Sex. 1. Auflage. Psychology Press, Hove, UK 1989, ISBN 978-0805802801.
- Thomas A. Wadden, Albert J. Stunkard (Hrsg.): Obesity: Theory and Therapy. 2. Auflage. Raven Press, New York 1993, ISBN 978-0881678840.
- Kelly C. Allison, Albert J. Stunkard, Sara L. Thier: Overcoming Night Eating Syndrome. New Harbinger Publications, Oakland 2004, ISBN 978-1572243279.
- Thomas A. Wadden, Albert J. Stunkard (Hrsg.): Handbook of Obesity Treatment. 1. Auflage. The Guilford Press, New York 2004, ISBN 978-1593850944.
- Jennifer D. Lundgren, Kelly C. Allison, Albert J. Stunkard (Hrsg.): Night Eating Syndrome: Research, Assessment, and Treatment. 1. Auflage. The Guilford Press, New York 2012, ISBN 978-1462506309.